# Cordell Volson
Cordell Volson (Balfour, Dakota del Norte, 20 de julio de 1998) es un jugador profesional estadounidense de fútbol americano, se desempeña en la posición de lineman en Cincinnati Bengals, en la National Football League (NFL).

## Carrera
Fue seleccionado en la cuarta ronda en la Reunión Anual de Selección de Jugadores de la NFL de 2022. Hizo su debut profesional con el equipo Cincinnati Bengals, donde lleva jugando dos temporadas.